# 秋田県醗酵工業
秋田県醗酵工業株式会社（あきたけんはっこうこうぎょう）は、秋田県湯沢市に本社を置く企業。

## 沿革
- 1945年（昭和20年）- 会社設立。
- 2001年（平成13年）- 合同酒精株式会社（現・オエノンホールディングス株式会社）の傘下に入る。

## 事業所
本社・湯沢工場
- 〒012-8511 秋田県湯沢市深堀字中川原120-8

仙台営業所
- 〒984-0047 仙台市若林区木ノ下2-2-15

## 商品
- 清酒
  - 一滴千両
  - 小野こまち
  - 君栄
  - 米っこ
  - ふるさとの酒だより
  - 瑞響大太鼓
  - お酒ですよ
  - 東北見聞録
  - とんとん拍子
  - 酔友達
- 甲類焼酎
  - あいぼう
  - そふと新光
  - 応援歌
- 乙類焼酎
  - 時空の扉
  - 米蔵
  - ブラックストーン
  - 太陽の花